# Adriano Varljen
Adriano Varljen, riportato talora come Adriano Varglien (Fiume, 5 marzo 1939), è un ex calciatore e allenatore di calcio italiano, di ruolo difensore.

## Biografia
Dopo aver trascorso la prima parte dell'infanzia a Fiume dovette emigrare in Italia nel 1948. Visse inizialmente in un campo profughi a Bologna, per poi trasferirsi a Trieste, dove iniziò a giocare a calcio nelle giovanili della Triestina. Secondo quanto dichiarato dal fratello Fulvio, il cognome originario della famiglia era "Varglien" ma venne slavizzato in "Varljen" dall'anagrafe di Fiume. Solamente il cognome del terzo fratello, Tullio, rimase inalterato poiché si sposò col certificato di nascita della chiesa.

## Caratteristiche tecniche
Giocava come centromediano.

## Carriera

### Club
Cresciuto nella Triestina, Varglien giocò una stagione nella Puteolana, quindi una stagione in Serie D nel Rapallo Ruentes; debuttò poi con la maglia rossa triestina nel corso della Serie B 1962-1963: al termine del campionato aveva assommato 3 presenze. Giocò poi il campionato 1963-1964 da titolare, scendendo in campo per 27 volte; nel torneo successivo aggiunse altre 18 partite in Serie B, raggiungendo quota 48. Dopo un'ultima stagione in Serie C nel 1965-1966, conclusa con 27 presenze e un gol, giocò per l'Internapoli, in quarta serie. Una volta ritiratosi dall'attività agonistica è divenuto allenatore di squadre di ragazzi.